# Niko Takahashi
Niko Takahashi Cendagorta (Barcelona, 17 de agosto de 2005) es un futbolista juvenil argentino-japonés, nacido en España. Actualmente juega en Cerezo Osaka de la J1 League.

## Biografía
Es español con ascendencia japonesa y argentina, su madre, quien proviene de Japón, estudió en Inglaterra y luego fue a vivir a Barcelona. Su padre, proveniente de Argentina, fue a vivir a Barcelona cuando tenía 6 años, durante la dictadura de Jorge Rafael Videla. 
Takahashi firmó un contrato con el Fútbol Club Barcelona en 2019. En septiembre de 2022, fue nombrado por el diario inglés The Guardian como uno de los mejores jugadores nacidos en 2005 a nivel mundial.